# Ploisy
Ploisy ist eine französische Gemeinde mit 97 Einwohnern (Stand: 1. Januar 2022) im Département Aisne in der Region Hauts-de-France (frühere Region: Picardie). Sie gehört zum Arrondissement Soissons, zum Kanton Soissons-2 und zum Gemeindeverband GrandSoissons Agglomération. Sie ist Trägerin der Auszeichnung Croix de guerre 1914–1918.

## Geographie
Die Gemeinde Ploisy liegt sechs Kilometer südwestlich von Soissons. Die Gemeinde teilt sich ein Gewerbegebiet mit der nördlichen Nachbargemeinde Courmelles. Weitere Nachbargemeinden sind Berzy-le-Sec im Osten und Südosten, Chaudun im Süden und Missy-aux-Bois im Westen. Die westliche Gemeindegrenze verläuft entlang der Nationalstraße 2.

## Bevölkerungsentwicklung
| Jahr                       | 1962 | 1968 | 1975 | 1982 | 1990 | 1999 | 2016 | 2016 | 2022 |
| Einwohner                  | 86   | 89   | 84   | 67   | 86   | 88   | 86   | 76   | 97   |
| Quellen: Cassini und INSEE |      |      |      |      |      |      |      |      |      |

## Sehenswürdigkeiten
In der Gemeinde gibt es keine Kirchen und Kapellen.
- Schloss Ploisy
- Herz-Jesu-Statue (Statue du Sacré Cœur)

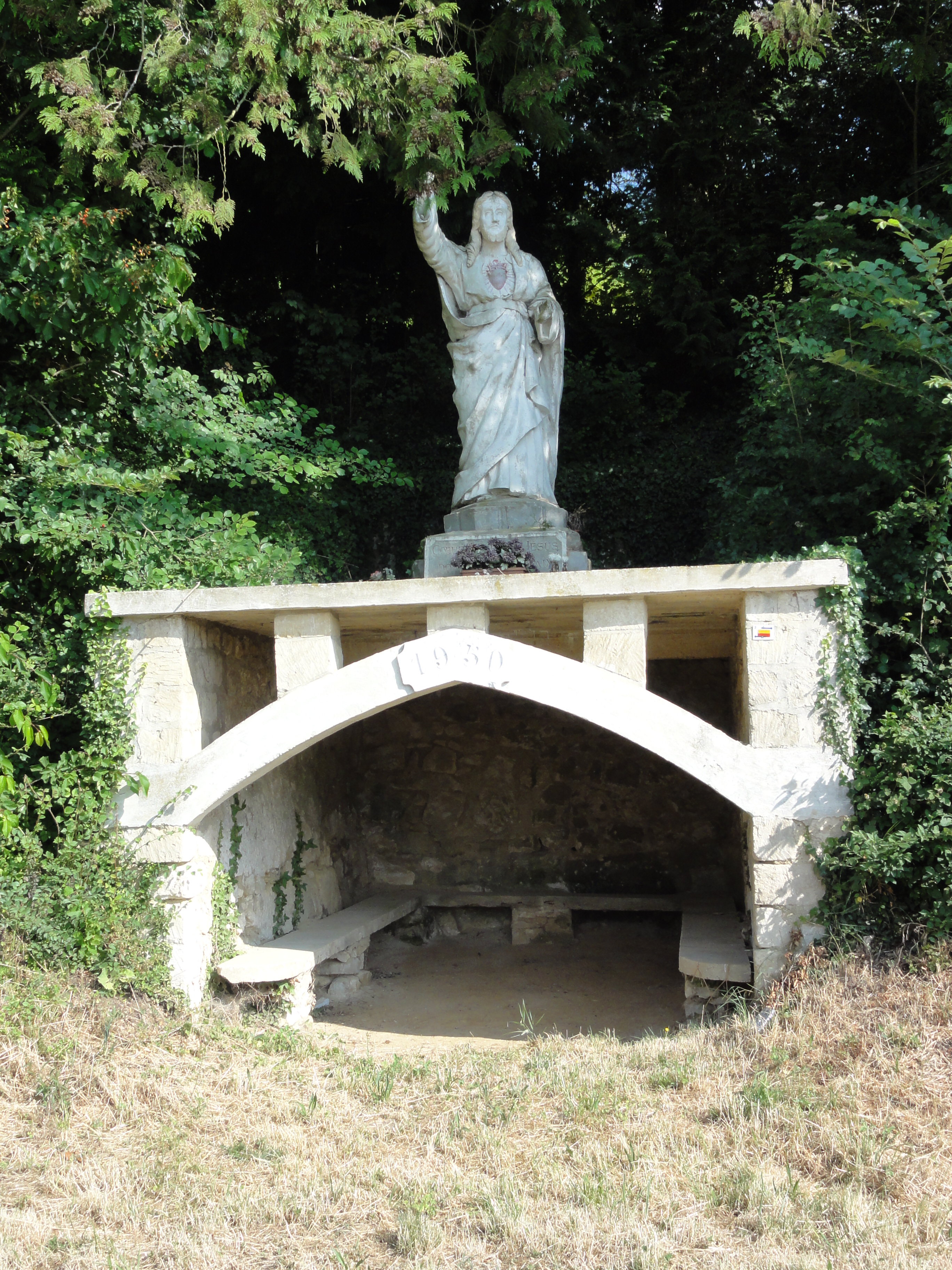
Herz-Jesu-Statue
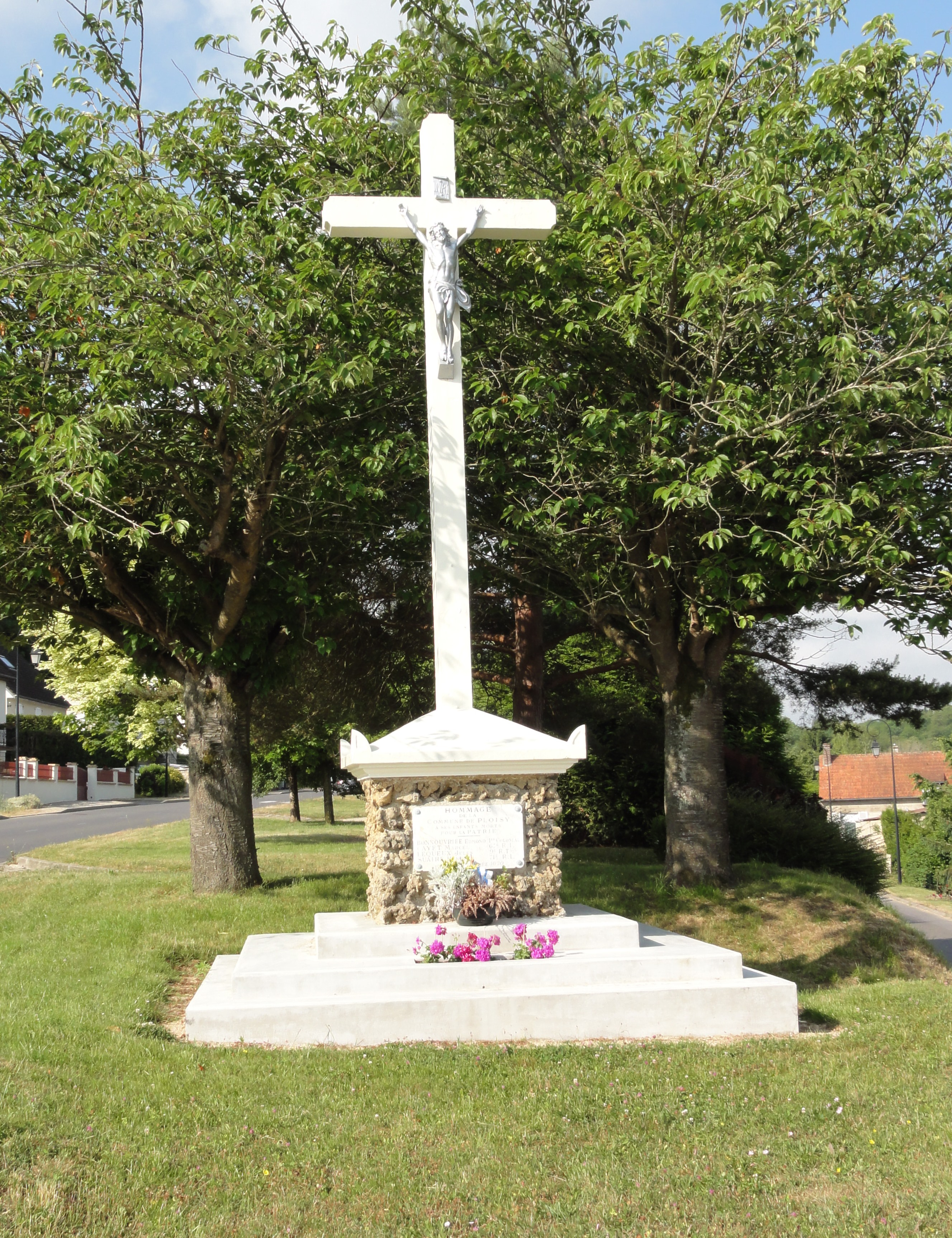
Gefallenendenkmal